# 建設業設計部
建設業設計部（けんせつぎょうせっけいぶ、Construction Design Division）とは、日本の建設業のうちゼネコン・施工会社に属する建築設計組織で、ゼネコン設計部とも呼ばれる。主な設計組織には、鹿島建設設計部（KAJIMA DESIGN）、竹中工務店設計部、大林組設計本部、清水建設設計部、戸田建設設計統括部、大成建設設計本部などの各組織がある。
建設業設計部の設計業務は建設業法において行なわれる。諸外国では営利企業に雇われない独立した建築家が建築の設計を行うこととしている。他方、日本において現行の建築士法では、ゼネコンは設計組織という形式で、一級建築士を社員として雇用し、建築士事務所として登録すれば（Office of Architects）、建物の設計実務を可能にしている。
「建設業設計部」は、1961年11月号から1962年5月号までに雑誌「新建築」に連載された「ルポルタージュ・設計組織を探る」で、建築史家の村松貞次郎（当時東京大学生産技術研究所助教授）によって詳しく取り上げられる。村松はその際に、明日をになう建築家として紹介し、彼らこそ明日の建築界のチャンピオンであるというタイトルの論考で発表する。これによって建築界では論争がおこる。
村松はさらに、設計・施工一貫を推す と主張し、建設会社の設計部が設計するだけでなく、同じ会社の工事部局が建設施工を担当する設計と施工の一貫手段の方が、近代的で良いという見解を示している。
関連団体として、社団法人 建築業協会（BCS）が1975年から設計部会（当時は建築設計部会）を設置。各社設計部門責任者を構成員に、活動を展開している。

## 主な建設業設計部の出身者
日本では長らく建築設計は施工者である大工棟梁が自身の仕事の一部として行なっていたが、清水満之助店（清水組）支配人の原林之助は「1式請負こそわが国の建設業の進むべき道」と学会で講演する程熱心に設計施工一貫体制を確立させようと、1886年（明治19年）に、辰野金吾の推挙で当時造家学会理事であった工科大学卒業生の坂本復経を「工部監督」として入社させる。その後肩書きは技師長とされていて、技師長設計という建築設計が開始されている。この職からその後製図場という組織に変化し、現在の設計部へと発展した。
その後中村達太郎を嘱託に加え、渡辺譲や佐藤功一、岡田信一郎、波江悌夫、西村好時、近藤芳美、清水釘吉、柴田拓二、小笹徳蔵、田辺淳吉から八木憲一、大田利彦、桜井博、堀越三郎、横山虎雄、松田軍平、村松基安、富本憲吉 らが次々と入社。佐野利器まで副社長として迎え入れた。その後も小林隆徳、矢田茂、川人洋志などが入社し、秋元和雄は在職中に日本建築学会建築会館の建築設計競技で当選するに至る。坪井善勝も技術顧問を務めた。他出身者に、甲村健一、大旗健、村松基安、山中保博、保科文紀、石川雅英、伊藤正、下平万里夫、橋本博之、外山重利、野原充、田中照雄、坂本克也、千ヶ崎裕恒、前川佳範、飯塚拓生、岩岡和男、佐藤弥栄、山本陽一、青山祐、冨岡繁、堀川千恵子、藤孝、らがいる。
1887年（明治20年）おもに財界有力者に軍部が働きかけて出資させて設立させた会社である日本土木会社の場合は、のちに大蔵土木から大成建設へと発展するが、当初から大学卒工学士を23名採用。あの辰野金吾も食指を動かしたとされる。この会社は国が発注する工事を、設計こみでの請負が当初から発注後一切の委任で行う予定であったが、会計法の制定によって思惑通りには事は運ばなかった。このため新家孝正は会社解散後独立、逓信省から武豊英一を迎え入れ、その後も清水一や吉家光夫、大熊喜英、また土浦亀城や伊藤喜三郎、渡辺浩一郎なども在籍し、その後も本間嘉平、高原弘造、鳥居菊助、田中豊輔、中浜西次郎、船越徹哉、茶谷正洋、桜井省吾、岩下秀男、加倉井昭夫、徳川宜子、松崎正寿、前田紀貞、らが入社する。その他出身者に、彦坂満州男、新田正樹、進藤繁、石黒浩一郎、瀬野和広、浦野三男、平石ゆりえ、金子由里子、清水貞博、石橋利彦、青木恵美子、永井英敏、左知子、森清敏、山口惠子、伊井伸、村口昌之、平松晃一、吉田真澄、加藤茂子、市川皓一、らがいる。
戸田建設は戸田利兵衛が、久野節を戦後相談役に招いているが、戸田順之助から、戸田建設設計統轄部には現在、成瀬嘉一をはじめ、現在個人事務所を主宰する者でかつては隈研吾、近藤泰夫、中村晃、田井勝馬、川嶋玄、平井正之、堀祐吉、など、また近藤一郎や日建設計の岩崎克也など、さらには部署は別であるが大西敏男、伊熊昌治、関征世、永澤正哉、といった面々が在籍していた。
センチュリータワー などを設計している大林組設計部は、過去には木村得三郎や山本勝巳、松井清足、木子七郎、白杉嘉明三（亀三）、谷口廉児、田中多三郎、坂口利夫、大出康一、吉井長七、大林芳郎などが出身者で、その他には、石井修、高宮眞介、出澤潔、浦淳、小澤丈夫、山崎隆男、土井正明、伊藤均、冨士川俊輔、豊川裕子、笹野直之、井上久実、山中恵子、高橋 譲、竹下啓子、山崎久男、田中陽明、山本忠司、芳賀敏夫、辻橋正則、戸村直登、古川尚弘、片岡範文、筑波幸一郎、今川忠男、尾関勝之、また彫刻家の大塚尚といった面々らが在籍していた。
鹿島建設は過去に、横濱勉や樋口清などや、また一時期顧問で吉田鉄郎なども在籍していた。その後天野太郎や吉原正、末松政孝、戦後は市浦健、岡田新一、構造の播繁、押野見邦英、宗本順三、土岐達人、鹿島昭一、神谷竜、増沢洵、柳英男、佐藤正巳、中島隆、織本直、佐野幸夫、芦原信孝、木村俊介、堀池秀人、久野紀光、岡路多佳子、岡路明良、末包伸吾、野手有二、平野哲行、永野利枝、瀬戸本淳、小谷幸夫、堀内康久、若松久男、吉永詠子、和田篤、國分孝雄、鈴木裕、貴田茂、相原孝、秋山孝、木村俊介、遠藤義則、ヨシダオサム、後藤幸三、柴原利紀、東信洋、山田良、荒木倫美、若林秀和、新田正樹、齋藤俊一、河野嘉章、土井健史、らがいる。米田浩二などが建築設計本部建築設計統括グループリーダーをつとめる。
独自にプリンシパル・アーキテクトを定めている竹中工務店は、設計部局発足時から今日まで非常に多くの人材を擁してきて、竹中藤右衛門、竹中錬一などから、石本喜久治、藤井彌太郎、松下甚三郎、小林三造、小林利助、伴野三千良、小川正、藤井厚二、鷲尾九郎、石川純一郎、北村隆夫、早良俊夫、島本四郎、青柳貞世、岡野寛次、狩野忠正、永田裕三、早良俊夫、島本四郎、赤坂喜顕、葭内博史、難波新平、菊竹清訓、柳澤孝彦、出江寛、岩本博行、村松映一、柏木浩一、小沢行二、徳岡昌克、高橋志保彦、長島孝一、鈴木了二、野老正昭 、服部力、早川邦彦、有馬裕之、地主道夫、宮原輝夫、浜田邦裕、渡辺明、米田明、吉田研介、永田祐三、北野俊二、橋本修英、奥田實、南雲要輔、西村征一郎、中村和夫、井口勝文、三井富雄、岩田章吾、田中謙次、武田実代子、上遠野徹、齋藤篤史、水田実、奈良顕子、鶴巻等、本多友常、水原脩、照井康穂、村中壽夫、高垣建次郎、小野敏昭、森下修、杉浦令淑、藤田義勝、杉浦令淑、小嶋凌衛、露木直巳、林寛行、杉浦宏幸、高田隆一、濱田康郎、太田恵子、勝喜代冶　川島真由美、石躍健志、金城豊、水本光、江上哲、八島正年、らといった面々を輩出し、各自活躍している。